# Jurij Tyimofejevics Szmoljakov
Jurij Tyimofejevics Szmoljakov (oroszul: Юрий Тимофеевич Смоляков) (Voronyezs, 1941. szeptember 20. –) szovjet színekben olimpiai és világbajnoki ezüstérmes orosz párbajtőrvívó.